# 巴尔德拉瓜德尔塞罗
巴尔德拉瓜德尔塞罗，是西班牙卡斯蒂利亚-莱昂索里亚省的一个市镇。总面积5平方公里，总人口19人（2001年），人口密度4人/平方公里。